# Pociumbeni, Rîșcani
Pociumbeni este satul de reședință al comunei cu același nume  din raionul Rîșcani, Republica Moldova.

## Demografie

### Structura etnică
Structura etnică a satului conform recensământului populației din 2004:
| Grup etnic         | Populație | % Procentaj |
| ------------------ | --------- | ----------- |
| Moldoveni / Români | 905       | 97,95%      |
| Ucraineni          | 13        | 1,41%       |
| Ruși               | 3         | 0,32%       |
| Bulgari            | 1         | 0,11%       |
| Găgăuzi            | 1         | 0,11%       |
| Alții              | 1         | 0,11%       |
| Total              | 924       | 100%        |

## Galerie de imagini
Biserica „Sf. Parascheva”

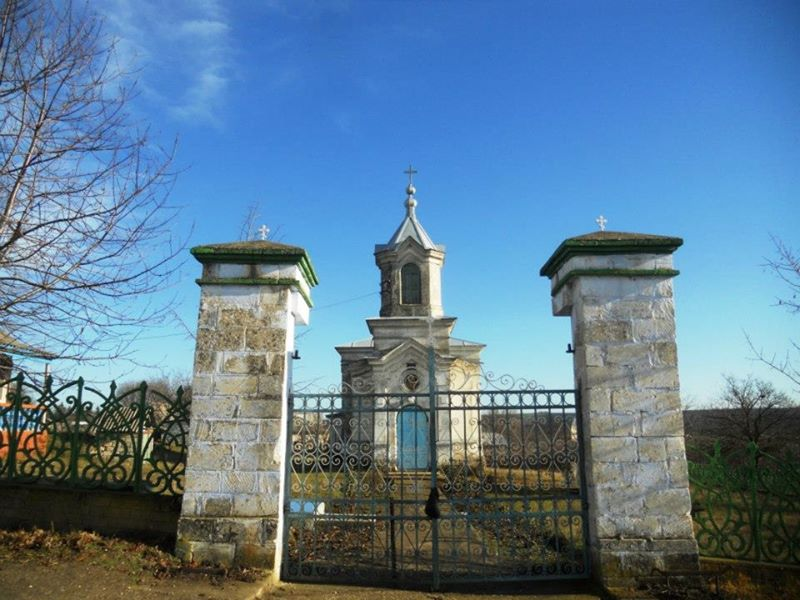
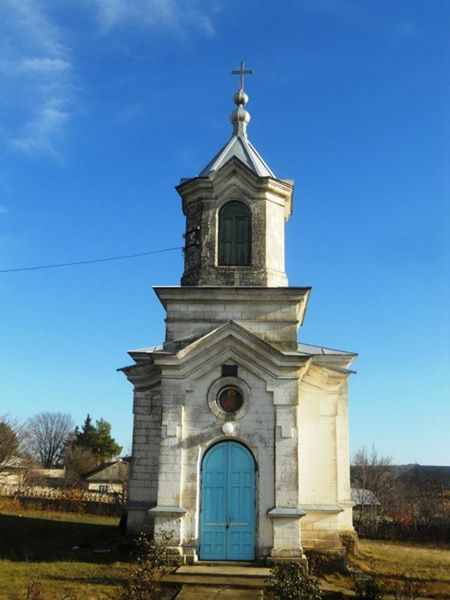
Aspect până la renovare.
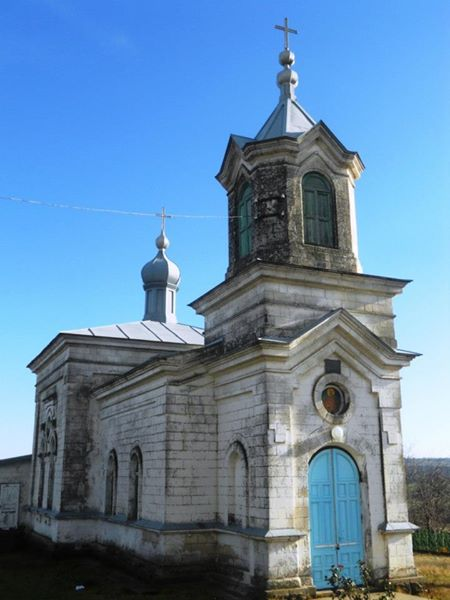
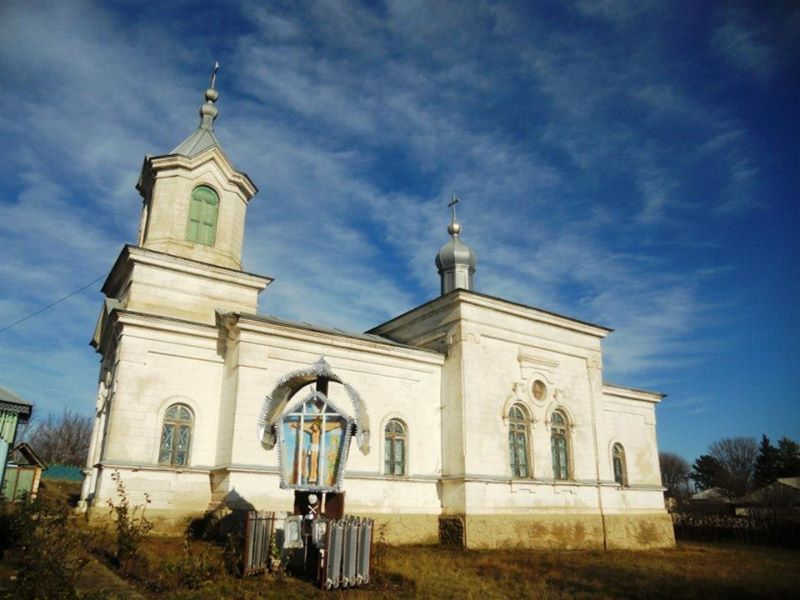
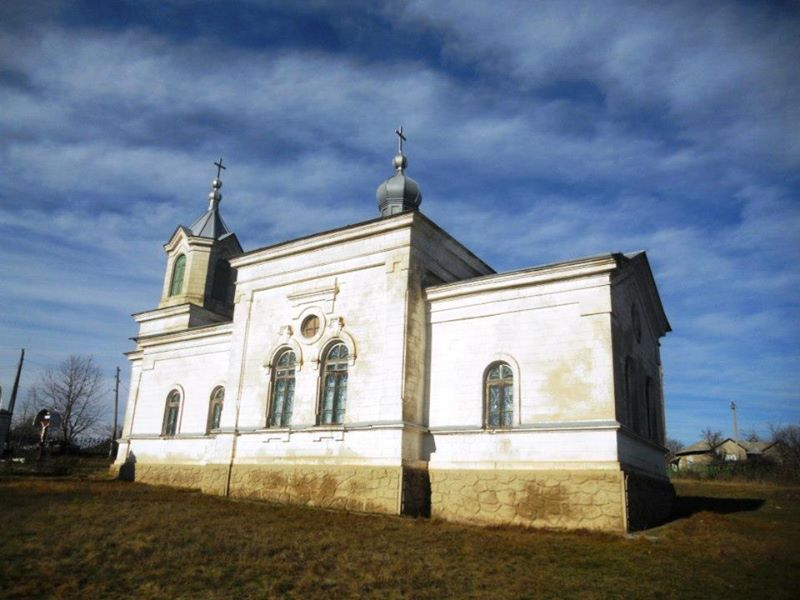

Alte locuri

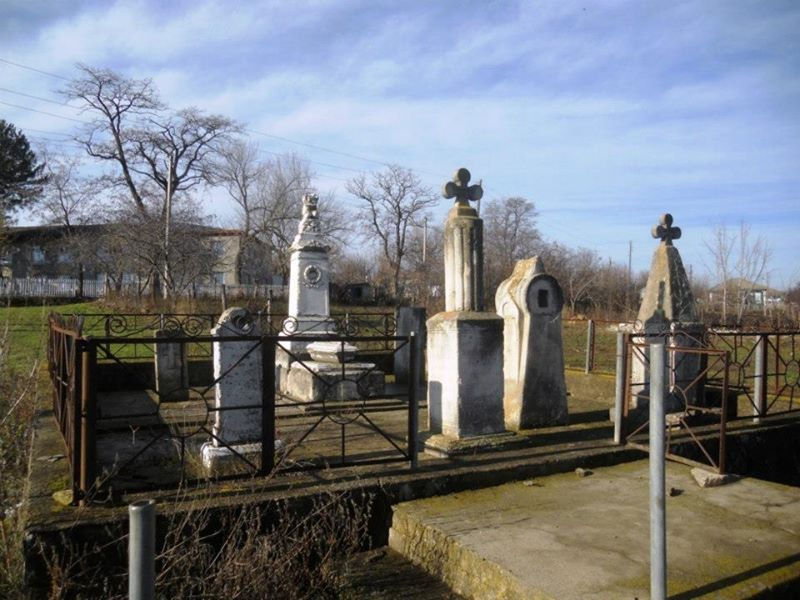
Mormântul lui Teodor Vîrnav, precum și altor membri ai familiei sale.
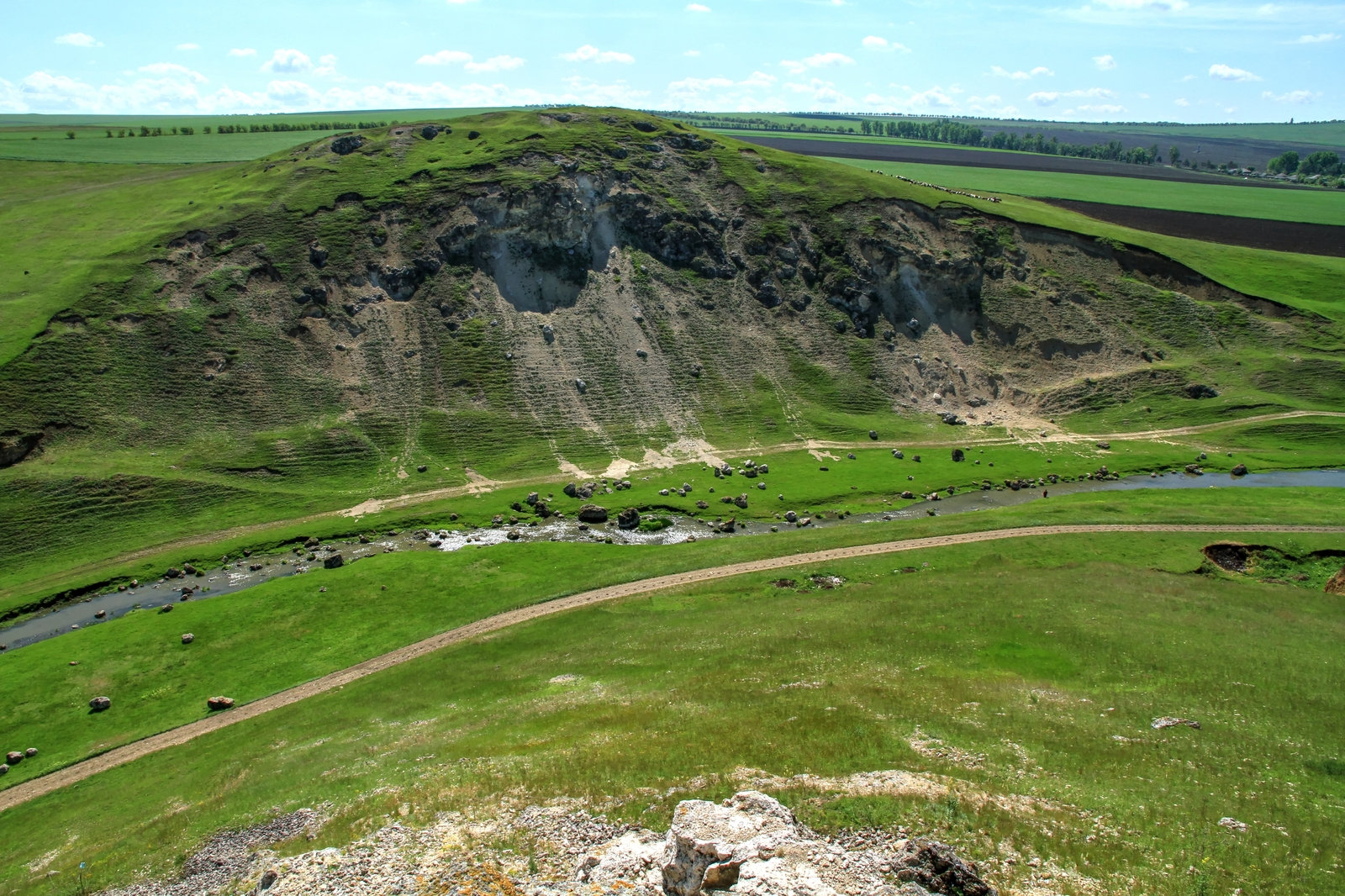
Defileul Pociumbeni
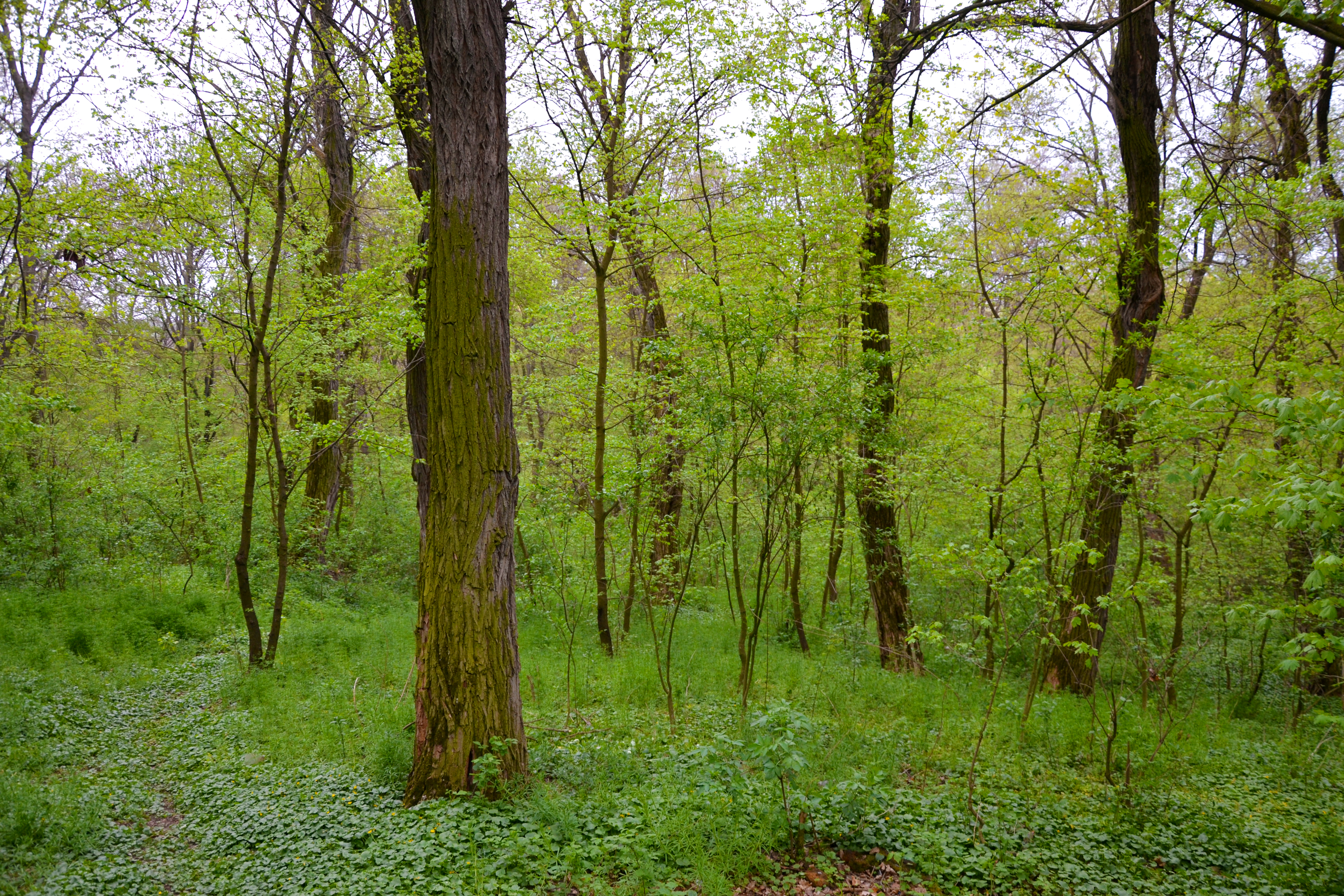
Imagine din rezervația naturală Pociumbeni

## Personalități
- Teodor Vârnav (1801–1868), scriitor și traducător basarabean.
- Victor Catan
- Valentina Tăzlăuanu